# Ерисанова, Ирина Александровна
Ирина Александровна Ериса́нова (род. в 1952 г., Таллин, Эстонская ССР) — советский и российский диктор радио и озвучивания аудиокниг, музейный работник.
В 1974 году окончила режиссёрский факультет Московского института культуры. В 1974–1975 годах корреспондент газеты «Советская Эстония» и автор художественных передач эстонского радио. Затем стала актрисой Петрозаводского русского драматического театра, где играла в пьесах советской и зарубежной классики. В 1983 году (по собственным воспоминаниям в 1984 году) была принята в отдел дикторов Центрального внутрисоюзного радиовещания. Проработала в эфире Всесоюзного радио 15 лет.
В 1991–1997 годах работала ведущей информационных программ, автором и режиссёром художественных программ музыкального отдела радиостанции «Маяк» (подготовила авторские музыкальные передачи, посвящённые Марлен Дитрих, Эдит Пиаф, Булату Окуджаве, Владимиру Высоцкому).
В 1997 году дебютировала как автор двух эссе в журнале «Соло». В журналистских очерках воссоздаёт творческие портреты, читает лекции о поэтах Серебряного века.
В 1999 году перешла на должность научного сотрудника Дома-музея Бориса Пастернака в писательском посёлке Переделкино (с 2013 года — заведующая филиалом Государственного литературного музея «Дом-музей Бориса Пастернака»).
25 лет сотрудничала с Всероссийским обществом слепых «Логос-ВОС» в аудиозаписях художественной литературы, участвовала в проектах студии «Ардис» по созданию аудиокниг. Озвучила более 500 зарубежных и отечественных романов, повестей, литературных сборников и научно-популярных произведений.

Автор художественного романа «Мастер зимних пейзажей». Название книги является отсылкой к “безымянному” (как считалось долгое время) фламандскому художнику XVII века Гейсбрехту Лейтенсу:
“Знатоки живописи, конечно, помнят две небольшие работы антверпенского «Мастера зимних пейзажей» из эрмитажной коллекции и не ошибутся, предположив, что в книге, название которой копирует эту подпись, действие будет сопряжено каким‑то образом и с живописью, и с тайной, и с безымянностью”… — [из аннотации к книге].
В августе 2012 года была записана аудиоверсия романа.